# Edmundo Pérez Yoma
Edmundo Jaime Pérez Yoma (Antofagasta, 10 gennaio 1939) è un politico cileno, appartenente al Partito Democratico Cristiano del Cile.
Edmundo Pérez ha ricoperto due volte la carica di ministro della Difesa del governo di Eduardo Frei Ruiz-Tagle, dal 1994 al 1998 e poi dal 1999 al 2000, e nel governo di Michelle Bachelet ricopre la carica di ministro dell'Interno dall'8 gennaio 2008.
Era figlio di Edmundo Pérez Zujovic, ex ministro di Eduardo Frei Montalva, padre di Frei Ruiz-Tagle.
Da bambino assieme alla sua famiglia si trasferisce a Santiago del Cile e frequenta l'Università di Santiago alla facolta di ingegneria per due anni. Successivamente si trasferì a Seattle e poi a Washington.
Ritorna in Cile e comincia la sua carriera imprenditoriale sposandosi e divenendo padre di due figli. Con l'avvento di Salvador Allende era un oppositore al governo dell'Unidad Popular ma a seguito della caduta del governo per mano dei militari Edmundo Pérez milita nell'opposizione di centro-sinistra che nel 1988 avrebbe formato la coalizione che tuttora governa il paese Concertación de Partidos por la Democracia.
Nel 1993 è stato nominato da Eduardo Frei Ruiz-Tagle coordinatore della sua campagna elettorale.